# Wimbledon Championships 2022
Die 135. Wimbledon Championships waren das dritte von vier Grand-Slam-Turnieren der Saison, den am höchsten dotierten Tennisturnieren. Sie fanden vom 27. Juni bis 10. Juli 2022 in London statt. Ausrichter war der All England Lawn Tennis and Croquet Club.
Titelverteidiger im Einzel waren Novak Đoković bei den Herren und Ashleigh Barty bei den Damen. Im Doppel Nikola Mektić und Mate Pavić bei den Herren, Hsieh Su-wei und Elise Mertens bei den Damen sowie Neal Skupski und Desirae Krawczyk im Mixed.

## Ausschluss von russischen und belarussischen Spielern
Am 20. April 2022 erklärten die Organisatoren von Wimbledon, dass Spieler und Spielerinnen aus Russland und Belarus nicht an den diesjährigen Wettbewerben teilnehmen dürfen. Ein Start unter neutraler Flagge, wie es z. B. bei den Turnieren der ATP und WTA Tour gehandhabt wurde, war nicht möglich. Sie begründeten diese Entscheidung mit dem russischen Überfall auf die Ukraine. Die ATP und WTA kritisierten diese Entscheidung, sie sei „unfair und hat das Potential, einen schädlichen Präzedenzfall für das Spiel zu schaffen“, sagte man bei der ATP.
Einen Monat später am 20. Mai 2022 reagierten die ATP und WTA auf diesen Ausschluss und gaben bekannt, dass die Spieler und Spielerinnen bei den Wimbledon Championships 2022 keine Punkte für die Weltrangliste erhalten.

## Absagen und Ausschlüsse
Folgende Topspieler nahmen aus unterschiedlichen Gründen nicht an dem Turnier teil:
- Alexander Zverev, Bänderriss[7]
- Roger Federer, verletzungsbedingt[7]
- Dominic Thiem, nur Sandplatzturniere nach Verletzung[7]
- Marin Čilić, Corona-Infektion
- Matteo Berrettini, Corona-Infektion
- Leylah Fernandez, verletzungsbedingt

Ausschluss aufgrund des russischen Überfalls auf die Ukraine:
- Daniil Medwedew[8]
- Andrei Rubljow[9]
- Karen Chatschanow[9]
- Aslan Karazew
- Aryna Sabalenka[8]
- Anastassija Pawljutschenkowa
- Darja Kassatkina
- Wiktoryja Asaranka[9]
- Aljaksandra Sasnowitsch
- Weronika Kudermetowa
- Ljudmila Samsonowa
- Jekaterina Alexandrowa
- Warwara Gratschowa
- Anastassija Potapowa

## Preisgeld
Das Preisgeld betrug 40.350.000 Pfund Sterling (47.233.148 Euro), was einer Steigerung von 15,23 % gegenüber dem Vorjahr entsprach. Das Preisgeld ab dem Halbfinale sowie in der Qualifikation stieg dabei am höchsten.
| Profitennis     | Profitennis | Profitennis | Profitennis |
| Erreichte Runde | Einzel      | Doppel*     | Mixed*      |
| --------------- | ----------- | ----------- | ----------- |
| Sieg            | 2.000.000 £ | 540.000 £   | 124.000 £   |
| Finale          | 1.050.000 £ | 270.000 £   | 62.000 £    |
| Halbfinale      | 535.000 £   | 135.000 £   | 31.000 £    |
| Viertelfinale   | 310.000 £   | 67.000 £    | 16.000 £    |
| Achtelfinale    | 190.000 £   | 33.000 £    | 7.500 £     |
| Dritte Runde    | 120.000 £   | 20.000 £    | 3.750 £     |
| Zweite Runde    | 78.000 £    | 12.500 £    |             |
| Erste Runde     | 50.000 £    |             |             |
| Q3              | 32.000 £    |             |             |
| Q2              | 19.000 £    |             |             |
| Q1              | 11.000 £    |             |             |

| Rollstuhltennis      | Rollstuhltennis | Rollstuhltennis |
| Erreichte Runde      | Einzel          | Doppel*         |
| -------------------- | --------------- | --------------- |
| Sieg                 | 51.000 £        | 22.000 £        |
| Finale               | 26.000 £        | 11.000 £        |
| Halbfinale           | 17.500 £        | 6.500 £         |
| Viertelfinale        | 12.000 £        |                 |
| Quad-Rollstuhltennis |                 |                 |
| Erreichte Runde      | Einzel          | Doppel*         |
| Sieg                 | 51.000 £        | 22.000 £        |
| Finale               | 26.000 £        | 11.000 £        |
| 3. Platz             | 17.500 £        | 6.500 £         |
| 4. Platz             | 12.000 £        | 6.500 £         |

## Herreneinzel
Setzliste
| Nr. | Spieler               | Erreichte Runde |
| --- | --------------------- | --------------- |
| 01. | Novak Đoković         | Sieg            |
| 02. | Rafael Nadal          | Halbfinale      |
| 03. | Casper Ruud           | 2. Runde        |
| 04. | Stefanos Tsitsipas    | 3. Runde        |
| 05. | Carlos Alcaraz        | Achtelfinale    |
| 06. | Félix Auger-Aliassime | 1. Runde        |
| 07. | Hubert Hurkacz        | 1. Runde        |
| 08. | Matteo Berrettini     | Rückzug         |
| 09. | Cameron Norrie        | Halbfinale      |
| 10. | Jannik Sinner         | Viertelfinale   |
| 11. | Taylor Fritz          | Viertelfinale   |
| 12. | Diego Schwartzman     | 2. Runde        |
| 13. | Denis Shapovalov      | 2. Runde        |
| 14. | Marin Čilić           | Rückzug         |
| 15. | Reilly Opelka         | 2. Runde        |
| 16. | Pablo Carreño Busta   | 1. Runde        |

| Nr. | Spieler                 | Erreichte Runde |
| --- | ----------------------- | --------------- |
| 17. | Roberto Bautista Agut   | 2. Runde        |
| 18. | Grigor Dimitrow         | 1. Runde        |
| 19. | Alex de Minaur          | Achtelfinale    |
| 20. | John Isner              | 3. Runde        |
| 21. | Botic van de Zandschulp | Achtelfinale    |
| 22. | Nikolos Bassilaschwili  | 3. Runde        |
| 23. | Frances Tiafoe          | Achtelfinale    |
| 24. | Holger Rune             | 1. Runde        |
| 25. | Miomir Kecmanović       | 3. Runde        |
| 26. | Filip Krajinović        | 2. Runde        |
| 27. | Lorenzo Sonego          | 3. Runde        |
| 28. | Daniel Evans            | 1. Runde        |
| 29. | Jenson Brooksby         | 3. Runde        |
| 30. | Tommy Paul              | Achtelfinale    |
| 31. | Sebastián Báez          | 2. Runde        |
| 32. | Oscar Otte              | 3. Runde        |

## Dameneinzel
Setzliste
| Nr. | Spielerin          | Erreichte Runde |
| --- | ------------------ | --------------- |
| 01. | Iga Świątek        | 3. Runde        |
| 02. | Anett Kontaveit    | 2. Runde        |
| 03. | Ons Jabeur         | Finale          |
| 04. | Paula Badosa       | Achtelfinale    |
| 05. | Maria Sakkari      | 3. Runde        |
| 06. | Karolína Plíšková  | 2. Runde        |
| 07. | Danielle Collins   | 1. Runde        |
| 08. | Jessica Pegula     | 3. Runde        |
| 09. | Garbiñe Muguruza   | 1. Runde        |
| 10. | Emma Raducanu      | 2. Runde        |
| 11. | Coco Gauff         | 3. Runde        |
| 12. | Jeļena Ostapenko   | Achtelfinale    |
| 13. | Barbora Krejčíková | 3. Runde        |
| 14. | Belinda Bencic     | 1. Runde        |
| 15. | Angelique Kerber   | 3. Runde        |
| 16. | Simona Halep       | Halbfinale      |
| 17. | Jelena Rybakina    | Sieg            |

| Nr. | Spielerin             | Erreichte Runde |
| --- | --------------------- | --------------- |
| 18. | Jil Teichmann         | 1. Runde        |
| 19. | Madison Keys          | Rückzug         |
| 20. | Amanda Anisimova      | Viertelfinale   |
| 21. | Camila Giorgi         | 1. Runde        |
| 22. | Martina Trevisan      | 1. Runde        |
| 23. | Beatriz Haddad Maia   | 1. Runde        |
| 24. | Elise Mertens         | Achtelfinale    |
| 25. | Petra Kvitová         | 3. Runde        |
| 26. | Sorana Cîrstea        | 2. Runde        |
| 27. | Julija Putinzewa      | 1. Runde        |
| 28. | Alison Riske-Amritraj | 3. Runde        |
| 29. | Anhelina Kalinina     | 2. Runde        |
| 30. | Shelby Rogers         | 1. Runde        |
| 31. | Kaia Kanepi           | 1. Runde        |
| 32. | Sara Sorribes Tormo   | 2. Runde        |
| 33. | Zhang Shuai           | 3. Runde        |

## Herrendoppel
Setzliste
| Nr. | Paarung                           | Erreichte Runde |
| --- | --------------------------------- | --------------- |
| 01. | Rajeev Ram Joe Salisbury          | Halbfinale      |
| 02. | Nikola Mektić Mate Pavić          | Finale          |
| 03. | Wesley Koolhof Neal Skupski       | Achtelfinale    |
| 04. | Marcelo Arévalo Jean-Julien Rojer | 1. Runde        |
| 05. | Michael Venus Tim Pütz            | 1. Runde        |
| 06. | Juan Sebastián Cabal Robert Farah | Halbfinale      |
| 07. | John Peers Filip Polášek          | Viertelfinale   |
| 08. | Ivan Dodig Austin Krajicek        | Achtelfinale    |

| Nr. | Paarung                              | Erreichte Runde |
| --- | ------------------------------------ | --------------- |
| 09. | Jamie Murray Bruno Soares            | Achtelfinale    |
| 10. | Thanasi Kokkinakis Nick Kyrgios      | Rückzug         |
| 11. | Kevin Krawietz Andreas Mies          | Viertelfinale   |
| 12. | Nicolas Mahut Édouard Roger-Vasselin | Viertelfinale   |
| 13. | Andrés Molteni Santiago González     | Achtelfinale    |
| 14. | Max Purcell Matthew Ebden            | Sieg            |
| 15. | Lloyd Glasspool Harri Heliövaara     | Achtelfinale    |
| 16. | Rafael Matos David Vega Hernández    | Achtelfinale    |

## Damendoppel
Setzliste
| Nr. | Paarung                               | Erreichte Runde |
| --- | ------------------------------------- | --------------- |
| 01. | Elise Mertens Zhang Shuai             | Finale          |
| 02. | Barbora Krejčíková Kateřina Siniaková | Sieg            |
| 03. | Gabriela Dabrowski Giuliana Olmos     | Achtelfinale    |
| 04. | Ljudmyla Kitschenok Jeļena Ostapenko  | Halbfinale      |
| 05. | Asia Muhammad Ena Shibahara           | Achtelfinale    |
| 06. | Lucie Hradecká Sania Mirza            | 1. Runde        |
| 07. | Alexa Guarachi Andreja Klepač         | Viertelfinale   |
| 08. | Shūko Aoyama Chan Hao-ching           | Viertelfinale   |

| Nr. | Paarung                              | Erreichte Runde |
| --- | ------------------------------------ | --------------- |
| 09. | Xu Yifan Yang Zhaoxuan               | Achtelfinale    |
| 10. | Nicole Melichar-Martinez Ellen Perez | Viertelfinale   |
| 11. | Alicja Rosolska Erin Routliffe       | Viertelfinale   |
| 12. | Latisha Chan Sam Stosur              | 1. Runde        |
| 13. | Natela Dsalamidse Aleksandra Krunić  | 2. Runde        |
| 14. | Monica Niculescu Elena-Gabriela Ruse | 1. Runde        |
| 15. | Nadija Kitschenok Raluca Olaru       | Achtelfinale    |
| 16. | Marie Bouzková Tereza Mihalíková     | 2. Runde        |

## Mixed
Setzliste
| Nr. | Paarung                         | Erreichte Runde |
| --- | ------------------------------- | --------------- |
| 01. | Ena Shibahara Jean-Julien Rojer | Achtelfinale    |
| 02. | Desirae Krawczyk Neal Skupski   | Sieg            |
| 03. | Zhang Shuai Nicolas Mahut       | Achtelfinale    |
| 04. | Gabriela Dabrowski John Peers   | Viertelfinale   |

| Nr. | Paarung                        | Erreichte Runde |
| --- | ------------------------------ | --------------- |
| 05. | Giuliana Olmos Marcelo Arévalo | 1. Runde        |
| 06. | Sania Mirza Mate Pavić         | Halbfinale      |
| 07. | Jeļena Ostapenko Robert Farah  | Viertelfinale   |
| 08. | Andreja Klepač Filip Polášek   | Achtelfinale    |

## Junioreneinzel
Setzliste
| Nr. | Spieler              | Erreichte Runde |
| --- | -------------------- | --------------- |
| 01. | Gabriel Debru        | 2. Runde        |
| 02. | Jakub Menšík         | 2. Runde        |
| 03. | Mili Poljičak        | Sieg            |
| 04. | Gonzalo Bueno        | 2. Runde        |
| 05. | Nishesh Basavareddy  | 2. Runde        |
| 06. | Kilian Feldbausch    | Viertelfinale   |
| 07. | Gilles-Arnaud Bailly | Achtelfinale    |
| 08. | Edas Butvilas        | Achtelfinale    |

| Nr. | Spieler                | Erreichte Runde |
| --- | ---------------------- | --------------- |
| 09. | Dino Prižmić           | 2. Runde        |
| 10. | Martín Landaluce       | Halbfinale      |
| 11. | Rodrigo Pacheco Méndez | 2. Runde        |
| 12. | Ignacio Buse           | 2. Runde        |
| 13. | Lautaro Midón          | 1. Runde        |
| 14. | Bor Artnak             | Achtelfinale    |
| 15. | Martyn Pawelski        | Achtelfinale    |
| 16. | Jakub Nicod            | 1. Runde        |

## Juniorinneneinzel
Setzliste
| Nr. | Spielerin         | Erreichte Runde |
| --- | ----------------- | --------------- |
| 01. | Liv Hovde         | Sieg            |
| 02. | Céline Naef       | Achtelfinale    |
| 03. | Nikola Bartůňková | Viertelfinale   |
| 04. | Nikola Daubnerová | 2. Runde        |
| 05. | Victoria Mboko    | Halbfinale      |
| 06. | Taylah Preston    | 2. Runde        |
| 07. | Luca Udvardy      | Finale          |
| 08. | Qavia Lopez       | 2. Runde        |

| Nr. | Spielerin            | Erreichte Runde |
| --- | -------------------- | --------------- |
| 09. | Luciana Moyano       | 1. Runde        |
| 10. | Annabelle Xu         | Achtelfinale    |
| 11. | Johanne Svendsen     | 2. Runde        |
| 12. | Tereza Valentová     | 1. Runde        |
| 13. | Kayla Cross          | Achtelfinale    |
| 14. | Lucija Ćirić Bagarić | 1. Runde        |
| 15. | Lucía Peyre          | 2. Runde        |
| 16. | Linda Klimovičová    | Halbfinale      |

## Juniorendoppel
Setzliste
| Nr. | Paarung                                    | Erreichte Runde |
| --- | ------------------------------------------ | --------------- |
| 01. | Edas Butvilas Mili Poljičak                | Viertelfinale   |
| 02. | Gonzalo Bueno Ignacio Buse                 | 1. Runde        |
| 03. | Nishesh Basavareddy Rodrigo Pacheco Méndez | 1. Runde        |
| 04. | Gilles-Arnaud Bailly Jakub Nicod           | Viertelfinale   |

| Nr. | Paarung                        | Erreichte Runde |
| --- | ------------------------------ | --------------- |
| 05. | Gabriel Debru Paul Inchauspé   | Finale          |
| 06. | Jakub Menšík Olaf Pieczkowski  | Halbfinale      |
| 07. | Martín Landaluce Pedro Ródenas | Halbfinale      |
| 08. | Bor Artnak Hynek Bartoň        | Achtelfinale    |

## Juniorinnendoppel
Setzliste
| Nr. | Paarung                                | Erreichte Runde |
| --- | -------------------------------------- | --------------- |
| 01. | Nikola Bartůňková Céline Naef          | Halbfinale      |
| 02. | Liv Hovde Qavia Lopez                  | Rückzug         |
| 03. | Lucija Ćirić Bagarić Nikola Daubnerová | Halbfinale      |
| 04. | Kayla Cross Victoria Mboko             | Finale          |

| Nr. | Paarung                               | Erreichte Runde |
| --- | ------------------------------------- | --------------- |
| 05. | Alexis Blokhina Luca Udvardy          | 1. Runde        |
| 06. | Irina Balus Taylah Preston            | Rückzug         |
| 07. | Luciana Moyano Lucciana Pérez Alarcón | 1. Runde        |
| 08. | Kristýna Tomajková Nina Vargová       | Viertelfinale   |

## Herreneinzel-Rollstuhl
Setzliste
| Nr. | Spieler        | Erreichte Runde |
| --- | -------------- | --------------- |
| 01. | Shingo Kunieda | Sieg            |
| 02. | Alfie Hewett   | Finale          |

## Dameneinzel-Rollstuhl
Setzliste
| Nr. | Spielerin      | Erreichte Runde |
| --- | -------------- | --------------- |
| 01. | Diede de Groot | Sieg            |
| 02. | Yui Kamiji     | Finale          |

## Herrendoppel-Rollstuhl
Setzliste
| Nr. | Paarung                          | Erreichte Runde |
| --- | -------------------------------- | --------------- |
| 01. | Alfie Hewett Gordon Reid         | Finale          |
| 02. | Gustavo Fernández Shingo Kunieda | Sieg            |

## Damendoppel-Rollstuhl
Setzliste
| Nr. | Paarung                        | Erreichte Runde |
| --- | ------------------------------ | --------------- |
| 01. | Diede de Groot Aniek van Koot  | Finale          |
| 02. | Kgothatso Montjane Lucy Shuker | Halbfinale      |

## Quadeinzel
Setzliste
| Nr. | Spielerin    | Erreichte Runde |
| --- | ------------ | --------------- |
| 01. | Niels Vink   | Finale          |
| 02. | Sam Schröder | Sieg            |

## Quaddoppel
Setzliste
| Nr. | Paarung                       | Erreichte Runde |
| --- | ----------------------------- | --------------- |
| 01. | Niels Vink Sam Schröder       | Sieg            |
| 02. | Andrew Lapthorne David Wagner | Finale          |